# Nemile
Nemile (deutsch Neumühle, auch Neumühl) ist eine Gemeinde in Tschechien. Sie liegt zwei Kilometer westlich von Zábřeh und gehört zum Okres Šumperk.

## Geographie
Nemile befindet sich linksseitig der Moravská Sázava in der Zábřežská vrchovina (Hohenstädter Bergland). Im Westen liegt das Tal des Baches Nemilka mit der Trinkwassertalsperre Nemilka. Südlich des Dorfes verläuft die Eisenbahnstrecke von Česká Třebová nach Zábřeh, die Bahnstation trägt den Namen Lupěné. Im Norden erhebt sich die Klárinka (401 m), östlich der Na Dílech (Mathisberg, 416 m).
Nachbarorte sind Růžové Údolí und Václavov im Norden, Krumpach im Nordosten, Zábřeh und Rudolfov im Osten, Skalička im Südosten, Jestřebí, Jestřebíčko, Filipov und Lupěné im Süden, Hněvkov im Südosten, Hoštejn im Osten sowie Kosov und Pivonín im Nordosten.

## Geschichte
Die erste schriftliche Erwähnung, des nach einem Nemil benannten Dorfes erfolgte im Jahre 1374. Der Hof Nemile gehörte zu dieser Zeit zur Herrschaft Hochstein. 1464 erwarben Georg und Jan Tunkl von Brníčko die Güter und schlossen sie an ihre Herrschaft Hohenstadt an. Ab 1490 gehörte der Besitz Georg Dunkel, ihm folgten drei Jahre später Nikolaus Dunkel und ab 1499 Heinrich Dunkel, der sich das Prädikat von Zabrzeh gab. 1617 kaufte Christoph Hubryk von Belnsdorf den Hof Neumühl und begründete das selbständige Gut Neumühl. In der Mitte des 17. Jahrhunderts war Kunigunde Pertold Besitzerin von Neumühl. Sie verkaufte das Gut 1666 an Karl Eusebius von Liechtenstein, der es wieder an Hohenstadt anschloss. Im Hufenregister von 1677 sind für Neumühl sieben Anwesen ausgewiesen. Der herrschaftliche Hof wurde im Zuge der Josefinischen Reformen parzelliert und auf seinen Fluren 1777 die nach Philipp von Liechtenstein benannte Siedlung Philippsthal gegründet. 1773 bestand aus Dorf aus 23 Häusern und hatte 172 Einwohner.
Im 1830 entstand eine Schule. 1834 bestand Nemile aus 40 Häusern und hatte 185 Einwohner. In den 25 Häusern von Philippsthal lebten 161 Menschen. 1842 begann durch die k.k. Nördliche Staatsbahn der Bau der Eisenbahn von Prag nach Olomouc und 1845 fuhr der erste Zug bei Philippsthal.
Nach der Aufhebung der Patrimonialherrschaften bildeten Nemilé und Philippsthal / Filipov ab 1850 zwei politische Gemeinden im Bezirk Hohenstadt. Die Bewohner der Orte lebten von der Landwirtschaft, 1887 entstand ein Sägewerk. 1930 hatte Philippsthal 226 und Nemile 338 Einwohner, von denen zehn Deutsche waren.
Nach dem Münchner Abkommen wurden beide Dörfer 1938 dem Deutschen Reich zugeschlagen und gehörten bis 1945 zum Landkreis Hohenstadt. 1939 lebten in Philippsthal 238 Menschen, in Nemile waren es 361.
Im Jahre 1948 wurden Nemile und Filipov zu einer Gemeinde zusammengeschlossen. Mit Beginn des Jahres 1961 erfolgte die Auflösung des Okres Zábřeh, Nemile wurde dem Okres Šumperk zugeordnet und zugleich Lupěné eingemeindet.

## Gemeindegliederung
Die Gemeinde Nemile besteht aus den Ortsteilen Lupěné (Lupelle) und Nemile sowie der Ortslage Filipov (Philippsthal).

## Sehenswürdigkeiten
- Feste Nemile mit schwarzer Küche und herrschaftlichen Zimmern mit Stuckwerk, errichtet 1620 für Christoph d.A. Huberck von Belnsdorf
- Kapelle in Nemile
- Kapelle in Lupěné

## Persönlichkeiten

### Töchter und Söhne der Gemeinde
- Adolf Klimek (1895–1990), tschechoslowakischer Jurist, Politiker und Abgeordneter
- Julius Klimek (1897–1950), tschechoslowakischer Geistlicher, Politiker und Abgeordneter

### Personen, die mit Nemile in Verbindung stehen
- František Kleofáš Svoboda (1852–1909), der Publizist und Satiriker wirkte von 1880 bis 1887 als Lehrer in Nemile